# Germs-sur-l'Oussouet
Germs-sur-l'Oussouet là một xã thuộc tỉnh Hautes-Pyrénées trong vùng Occitanie tây nam nước Pháp. Xã này nằm ở khu vực có độ cao trung bình 800 mét trên mực nước biển.